# Мурадов, Абдулла Хамракулович
Абдулла Хамракулович Мурадов (род. 1956, Таджикская ССР) — советский футболист и таджикский тренер.

## Биография
В 1977 дебютировал за душанбинский «Памир». В клубе провел 345 игр, забил 1 гол.
По окончании карьеры тренер. В 1996 был главным тренером сборной Таджикистана.
Работал тренером в «Вахше» (при его участии команда стала чемпионом в 1997) и «Регаре».